# Stephen Smith (Journalist)
Stephen William Smith (geboren 30. Oktober 1956 in Connecticut) ist ein US-amerikanisch-französischer Journalist und Afrikanist.

## Leben
Stephen Smith studierte an der Sorbonne (M.A.) und wurde 1984 in Semiotik an der FU Berlin promoviert. 
Er arbeitete als freier Journalist und wurde im Jahr 1986 Afrika-Korrespondent von Libération. Von 2000 bis 2005 war er leitender Redakteur bei der Zeitung Le Monde. Smith arbeitete in  Westafrika und in Zentralafrika auch als Korrespondent für Radio France Internationale und für Reuters.    
Smith nimmt seit 2007 einen Lehrauftrag für African Studies an der Duke University wahr und seit 2013 zusätzlich an der Johns Hopkins University.

## Schriften (Auswahl)
- Hermetische Kommunikation, Grundrisse für eine Semiotik von Auslandsberichterstattung. Berlin, Freie Universität, Dissertation, 1984
- mit Corinne Moutout, Jean-Louis Gombeaud: La Guerre du cacao , Paris : Calmann-Lévy, 1990
- mit Antoine Glaser: Ces messieurs Afrique. Paris : Calmann-Lévy, Vol. 1, 1992, Vol. 2, 1997
- Somalie, la guerre perdue de l'humanitaire. Paris : Calmann-Lévy, 1993
- Oufkir, un destin marocain. Paris : Calmann-Lévy, 1999
- mit Géraldine Faes: Bokassa I. Paris : Calmann-Lévy, 2000
- Négrologie : pourquoi l'Afrique meurt Paris : Calmann-Lévy, 2003
- Le Fleuve Congo. Fotografien Patrick Robert. Paris : Actes Sud, 2003
- mit Antoine Glaser: Comment la France a perdu l'Afrique. Paris : Calmann-Lévy, 2005
- Atlas de l'Afrique. Un continent jeune, révolté, marginalisé. Paris, Autrement, 2005
- mit Géraldine Faes: Noirs et Français ! Panama, 2006
- mit Antoine Glaser: Sarko en Afrique. Paris : Plon, 2008
- Voyage en Postcolonie – Le Nouveau Monde franco-africain. Paris : Grasset, 2010
- La ruée vers l'Europe. Paris : Grasset, 2018
  - Nach Europa! : das junge Afrika auf dem Weg zum alten Kontinent. Übersetzung Dagmar Engel, Andreas Rostek. Berlin : Edition.fotoTAPETA, 2018